# Chiesa di Santa Maria della Grazia (Lecce)
La chiesa di Santa Maria della Grazia è un edificio religioso di Lecce costruito in epoca barocca. Sorge nella centralissima Piazza Sant'Oronzo, di fronte all'Anfiteatro romano.

## Storia
La chiesa venne innalzata in seguito al ritrovamento di un affresco della Madonna, databile al XIV secolo. Venne edificata negli ultimi decenni del Cinquecento su disegno del teatino Ettore Coluzio (Colluccio) da Rossano Veneto, nelle forme care al gusto della Controriforma. Fu parrocchia dal 1606 al 1958.

## Descrizione

### Esterno
Il prospetto si presenta elegante e risulta spartito da una trabeazione, dominata da un profondo timpano ad arco, in due ordini. A loro volta gli ordini sono divisi in tre zone da colonne e paraste corinzie. Nell'ordine inferiore si apre un portale riccamente decorato, sormontato da un piccolo timpano con l'immagine della Vergine col Bambino ed angioletti. Tra le colonne sono scavate quattro nicchie, delle quali due ospitano le statue di San Pietro e di San Paolo. Nell'ordine superiore è presente una finestra ornata di balaustra e fiancheggiata da colonne.

### Interno
L'interno, ad aula unica a croce latina, è ricoperto da un sontuoso soffitto in noce a lacunari, intagliati da Vespasiano Genuino da Gallipoli, il quale tra l'altro, eseguì il pregevole Crocifisso ligneo posto sull'altare del braccio destro del transetto.

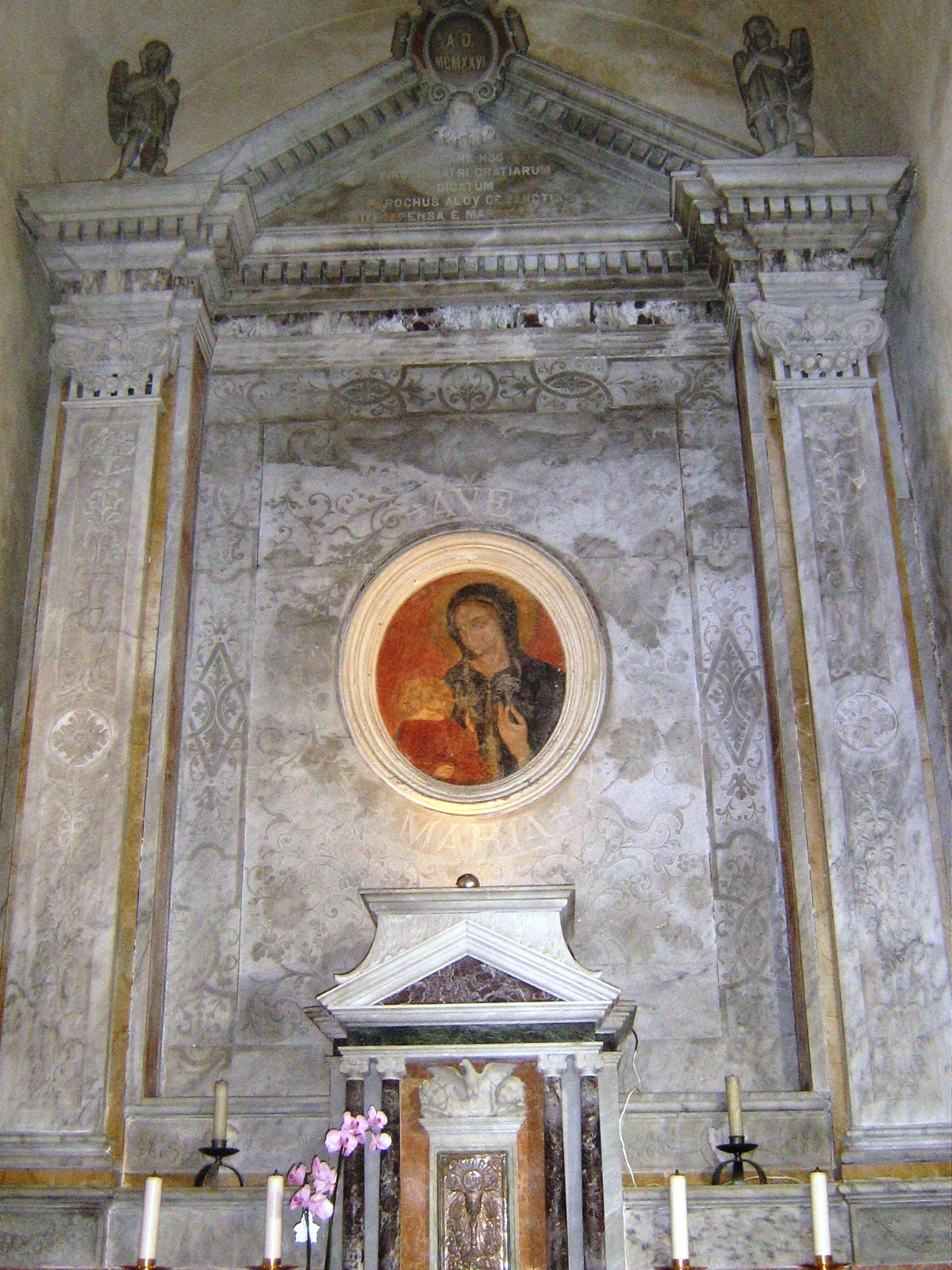
Immagine trecentesca della Vergine

Da segnalare per la loro importanza artistica sono il trecentesco affresco della Vergine col Bambino, il cui rinvenimento diede luogo alla costruzione della chiesa e le tele settecentesche dipinte dal leccese Oronzo Tiso, raffiguranti l'Assunta, l'Adorazione dei pastori e l'Arcangelo Michele. Sovrasta l'altare maggiore la pala della Presentazione della Beata Vergine Maria proveniente dal non più esistente convento di Santa Maria del Tempio.
Le due acquasantiere all'ingresso sono in marmo di Verona e furono donate alla chiesa dal nobile teatino Francesco Paladini, del quale è raffigurato lo stemma di famiglia.